# Симплиций из Ольбии

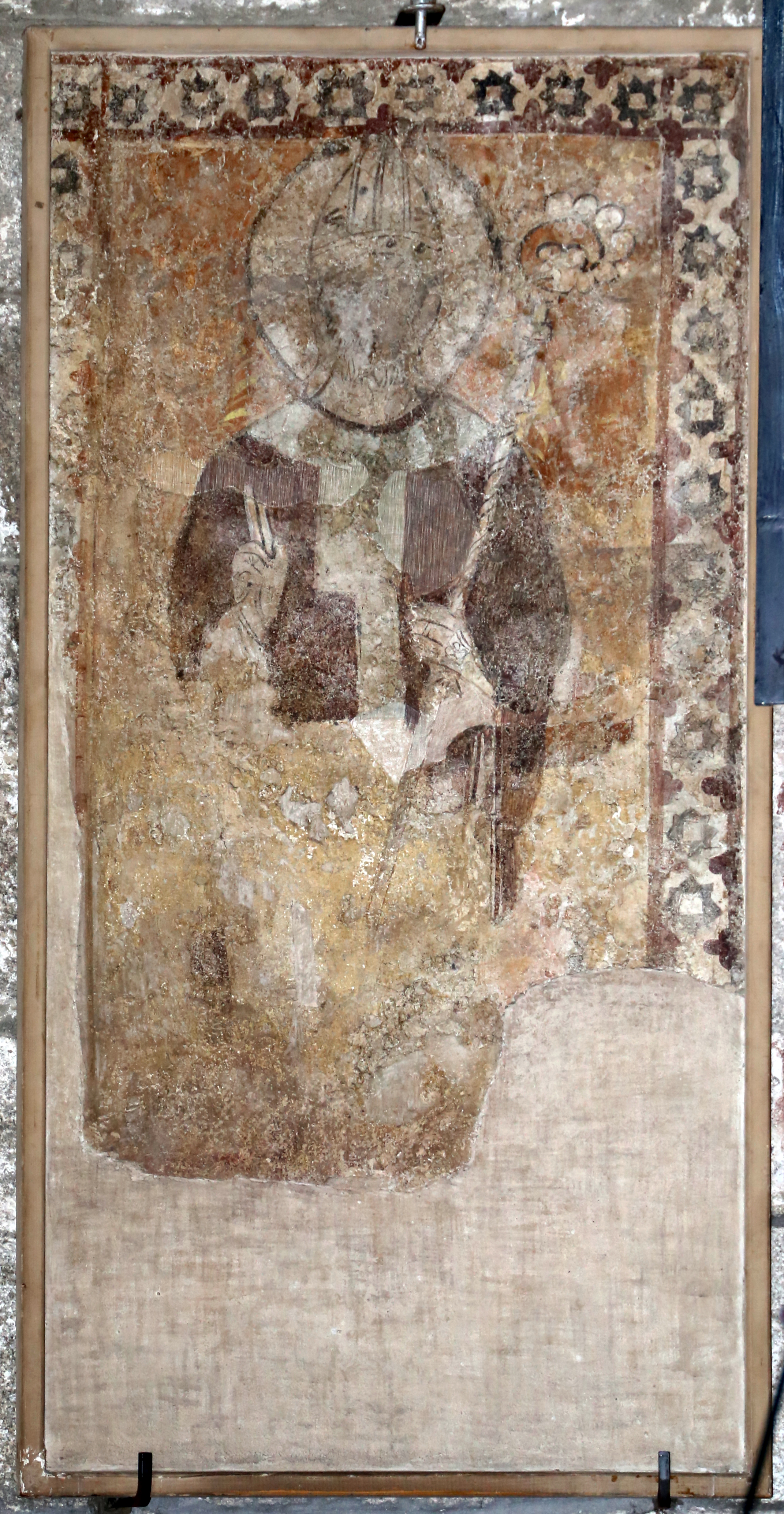

Симплиций (IV век), епископ Ольбии, священномученик (?). День памяти — 15 мая.

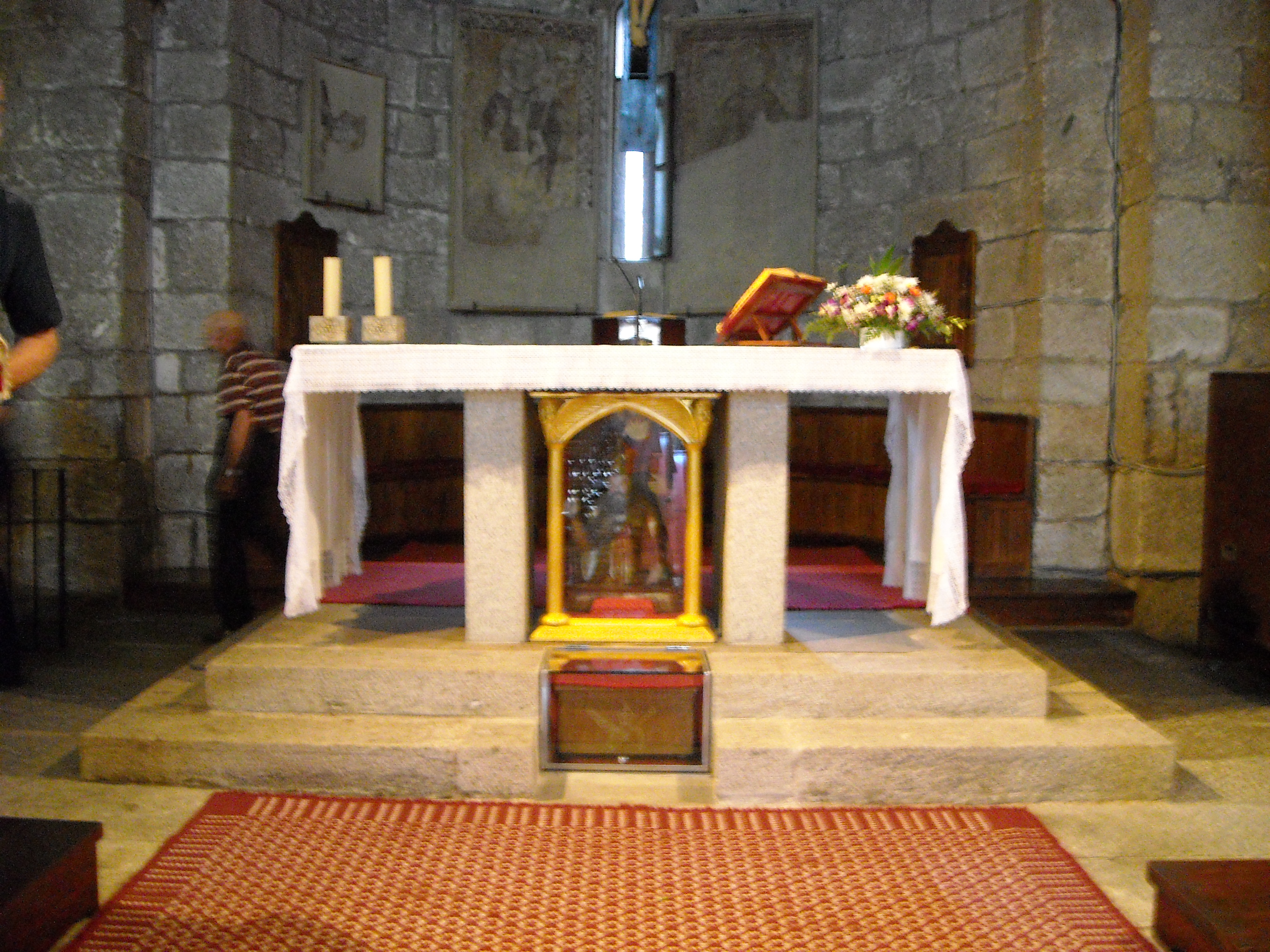
Алтарь базилики

Святой Симплиций упоминается в Римском Мартирологе на 15 мая.
Fausinae, in Sardinia, sancti Simplici, Episcopi et Martyris; qui, Diocletiani tempore, sub Barbaro praeside, perfossus lancea martyrum consummavit.
Историчность святого Симплиция не вызывает сомнения. Источники разнятся лишь в определении его титула — одни называют его епископом, другие — священником, Третьи сообщают о его мученичестве. Пассия, составленная в XII веке монахом Викторином из Марселя описывает его как епископа и мученика времён Диоклетиана.

## Базилика святого Сиплиция
Фигура святого Симплиция, первого епископа Ольбии украшает небольшую базилику, носящую его имя. Воздвигнутая в XI веке, она, вероятно, находится на месте небольшой палеохристианской церкви, построенной там между 594 и 611 годами.
Под алтарём сохранился реликварий святого в виде бюста из полихромного дерева, в котором в футляре пребывает стопа святого, которая была обретена в 1630 году.
Святой Симплиций считается покровителем города Ольбия и местности Галлура.